# Филатово (Ленинградская область)
Филатово — деревня в Новосельском сельском поселении Сланцевского района Ленинградской области.

## История
Впервые упоминается в писцовых книгах Шелонской пятины 1571 года, как деревня Филатово на Вейне — 1 обжа, Веенка, Феофилатово тож, а по крестьянскому званию Филатова  в Щепецком погосте Новгородского уезда.
Деревня Филатова упоминается на карте Санкт-Петербургской губернии Ф. Ф. Шуберта 1834 года.

ФИЛАТОВА — деревня принадлежит госпоже Бибиковой, число жителей по ревизии: 12 м. п., 12 ж. п. (1838 год)

ФИЛАТОВА — деревня господ Бибиковых, по просёлочной дороге, число дворов — 3, число душ — 11 м. п. (1856 год)

ФИЛАТОВО — деревня владельческая при колодце, число дворов — 3, число жителей: 11 м. п., 19 ж. п. (1862 год) 

В XIX — начале XX века деревня административно относилась к Выскатской волости 1-го земского участка 1-го стана Гдовского уезда Санкт-Петербургской губернии.
Согласно Памятной книжке Санкт-Петербургской губернии 1905 года деревня входила во 2-е Гверездненское сельское общество.
- Деревня Филатово на карте 1919 года

Согласно карте Петроградской и Эстляндской губерний 1919 года деревня называлась Филатова.
По данным 1933 года деревня Филатово входила в состав Рудненского сельсовета Рудненского района.
По состоянию на 1 августа 1965 года деревня Филатово входила в состав Новосельского сельсовета Кингисеппского района.
По данным 1973 и 1990 годов деревня Филатово входила в состав Новосельского сельсовета.
В 1997 году в деревне Филатово Новосельской волости проживали 6 человек, в 2002 году — 5 человек (все русские).
В 2007 году в деревне Филатово Новосельского СП проживали 11 человек, в 2010 году — 16 человек.

## География
Деревня расположена в южной части района к западу от автодороги 41К-020 (Сижно — Будилово — Осьмино).
Расстояние до административного центра поселения — 5 км.
Расстояние до ближайшей железнодорожной платформы Сланцы — 40 км.
Деревня находится на правом берегу реки Вейнка.

## Демография
| 1862 | 2007 | 2010 | 2017 |
| ---- | ---- | ---- | ---- |
| 30   | ↘11  | ↗16  | ↗53  |